# 張雲翰
張雲翰（1401年—？年），字鷹揚，四川成都府德陽縣人，明朝政治人物。

## 生平
正統六年（1441年）辛酉科四川鄉試第一名舉人。正統七年（1442年）壬戌科聯捷進士。

## 登科录
曾祖張和卿，祖張珪，父張鼎，母章氏。